# إيملي إدواردز
إيملي إدواردز (بالإنجليزية: Emily Edwards)‏ هي رسامة أمريكية، ولدت في 7 أكتوبر 1888 في سان أنطونيو في الولايات المتحدة، وتوفي بنفس المكان في 16 فبراير 1980.